# Myssjö församling
Myssjö församling var en församling i Härnösands stift och i Bergs kommun i Jämtlands län. Församlingen uppgick 2010 i Oviken-Myssjö församling.
Församlingskyrka var Myssjö kyrka.

## Administrativ historik
Församlingen har medeltida ursprung. 
Församlingen var till omkring 1650 annexförsamling i pastoratet Oviken och Myssjö som omkring 1400 utökades med Bergs församling, 1530 med Rätans församling och Klövsjö församling och 29 juli 1532 med Hackås församling. Från 1650 till 1864 annexförsamling i pastoratet Oviken, Myssjö och Hackås som 13 april 1860 utökades med Gillhovs församling. Från 1864 till 2008 annexförsamling i pastoratet Oviken och Myssjö där från senast 1998 även Hackås församling ingick. Församlingen ingick 2008 i Södra Jämtlands pastorat och uppgick 2010 i Oviken-Myssjö församling.